# Socios para la aventura
 Socios para la aventura  es una película de comedia musical y aventura argentina de 1958, escrita y dirigida por Miguel Morayta Martínez, y protagonizada por Ana Luisa Peluffo, Alberto de Mendoza, Ramón Gay y Cuco Sánchez. Fue filmada en Buenos Aires, Caracas, Río de Janeiro, Mar del Plata y México. 
Las copias existentes habían perdido el color pero posteriormente se recuperó una copia cromática que fue exhibida por Canal 13 y en la televisión por cable.

## Sinopsis
Una campeona de natación se ve envuelta en una intriga internacional.

## Reparto
- Ana Luisa Peluffo ... Nina Fresno
- Alberto de Mendoza ... Nick
- Ramón Gay ... Juan
- Cuco Sánchez ... Luis Aguilar "el huérfano"
- Antonio Prieto ... Cantante
- Nelly Beltrán ... Mucama
- André Norevó
- Alberto Barcel
- Thelma Mendoza
- Mónica Grey
- Rafael Diserio
- Rodolfo Crespi ... Albert
- Luis Aguilar	 ...	 Voz que canta
- Mario Pocoví
- Raúl Ricutti ... Policía en la plaza

## Comentarios
Clarín dijo de la película:

”La redime una excelente fotografía, la protagonista, hermosa y decorativa. El tema arbitrario.”

Manrupe y Portela escriben:

”Sin argumento, canciones mexicanas y el único atractivo de una buena fotografía color en exteriores.”